# SD Huesca
Az SD Huesca, teljes nevén Sociedad Deportiva Huesca egy spanyol labdarúgócsapat. A klubot 1960-ban alapították, jelenleg a spanyol első osztályban szerepel, ahogy már a 2018–19-es szezonban is.

## Játékosok

### Jelenlegi keret
2021. január 4-i állapot szerint.
| #  |     | Poszt | Név                                                      |
| -- | --- | ----- | -------------------------------------------------------- |
| 1  | ESP | K     | Álvaro Fernández                                         |
| 2  | CIV | KP    | Idrissa Doumbia (kölcsönben a Sporting CP csapatától)    |
| 3  | ESP | V     | Pablo Maffeo (kölcsönben a VfB Stuttgart csapatától)     |
| 4  | ESP | V     | Pablo Insua                                              |
| 5  | ESP | KP    | Pedro Mosquera                                           |
| 6  | ESP | CS    | Sandro Ramírez                                           |
| 7  | ESP | KP    | David Ferreiro                                           |
| 8  | ESP | KP    | Eugeni                                                   |
| 9  | ESP | CS    | Rafa Mir (kölcsönben a Wolverhampton csapatától)         |
| 10 | ESP | KP    | Sergio Gómez (kölcsönben a Borussia Dortmund csapatától) |
| 11 | ESP | V     | Javi Galán                                               |
| 12 | JPN | CS    | Okazaki Sindzsi                                          |
| 14 | ESP | V     | Jorge Pulido ()                                          |

| #  |     | Poszt | Név                                                 |
| -- | --- | ----- | --------------------------------------------------- |
| 15 | ESP | KP    | Javi Ontiveros (kölcsönben a Villarreal csapatától) |
| 16 | POR | V     | Luisinho                                            |
| 17 | ESP | KP    | Mikel Rico                                          |
| 18 | GRE | V     | Dimítrisz Szióvasz                                  |
| 19 | ESP | V     | Pedro López                                         |
| 20 | ESP | KP    | Jaime Seoane                                        |
| 21 | ESP | KP    | Juan Carlos                                         |
| 22 | URU | V     | Gastón Silva                                        |
| 23 | ESP | CS    | Dani Escriche                                       |
| 24 | ESP | KP    | Borja García                                        |
| 25 | ESP | K     | Andrés Fernández                                    |
| 26 | NGA | KP    | Kelechi Nwakali                                     |
| 30 | ESP | K     | Antonio Valera                                      |

### Kölcsönben
| # |     | Poszt | Név                                   |
| - | --- | ----- | ------------------------------------- |
|   | ESP | KP    | Joaquín Muñoz (a Málaga csapatánál)   |
|   | CIV | KP    | Ronald Gbizie (a Numancia csapatánál) |

| # |     | Poszt | Név                                        |
| - | --- | ----- | ------------------------------------------ |
|   | COL | CS    | Juan Peñaloza (a Racing Ferrol csapatánál) |

## Az eddigi szezonok
| Szezon  | Osztály    | Poz. | Copa del Rey     |
| ------- | ---------- | ---- | ---------------- |
| 1960/61 | Regionális | –    |                  |
| 1961/62 | 3ª         | 11.  |                  |
| 1962/63 | 3ª         | 2.   |                  |
| 1963/64 | 3ª         | 4.   |                  |
| 1964/65 | 3ª         | 2.   |                  |
| 1965/66 | 3ª         | 3.   |                  |
| 1966/67 | 3ª         | 1.   |                  |
| 1967/68 | 3ª         | 1.   |                  |
| 1968/69 | 3ª         | 9.   |                  |
| 1969/70 | 3ª         | 5.   | Első forduló     |
| 1970/71 | 3ª         | 13.  | Második forduló  |
| 1971/72 | 3ª         | 12.  | Harmadik forduló |
| 1972/73 | 3ª         | 13.  | Első forduló     |
| 1973/74 | Regionális | –    |                  |
| 1974/75 | 3ª         | 16.  | Harmadik forduló |
| 1975/76 | 3ª         | 2.   | Első forduló     |
| 1976/77 | 3ª         | 8.   | Második forduló  |
| 1977/78 | 2ªB        | 12.  | Második forduló  |
| 1978/79 | 2ªB        | 13.  | Második forduló  |

| Szezon  | Osztály | Poz. | Copa del Rey     |
| ------- | ------- | ---- | ---------------- |
| 1979/80 | 2ªB     | 14.  | Első forduló     |
| 1980/81 | 2ªB     | 17.  |                  |
| 1981/82 | 2ªB     | 16.  |                  |
| 1982/83 | 2ªB     | 12.  |                  |
| 1983/84 | 2ªB     | 19.  | Első forduló     |
| 1984/85 | 3ª      | 1.   |                  |
| 1985/86 | 3ª      | 2.   | Első forduló     |
| 1986/87 | 3ª      | 7.   | Első forduló     |
| 1987/88 | 3ª      | 7.   |                  |
| 1988/89 | 3ª      | 4.   |                  |
| 1989/90 | 3ª      | 1.   |                  |
| 1990/91 | 2ªB     | 13.  | Negyedik forduló |
| 1991/92 | 2ªB     | 18.  | Harmadik forduló |
| 1992/93 | 3ª      | 1.   | Második forduló  |
| 1993/94 | 3ª      | 1.   |                  |
| 1994/95 | 3ª      | 2.   |                  |
| 1995/96 | 2ªB     | 15.  | Első forduló     |
| 1996/97 | 2ªB     | 16.  |                  |
| 1997/98 | 3ª      | 17.  |                  |

| Szezon  | Osztály | Poz. | Copa del Rey     |
| ------- | ------- | ---- | ---------------- |
| 1998/99 | 3ª      | 5.   |                  |
| 1999/00 | 3ª      | 2.   |                  |
| 2000/01 | 3ª      | 4.   |                  |
| 2001/02 | 2ªB     | 19.  |                  |
| 2002/03 | 3ª      | 2.   |                  |
| 2003/04 | 3ª      | 4.   |                  |
| 2004/05 | 2ªB     | 10.  |                  |
| 2005/06 | 2ªB     | 16.  |                  |
| 2006/07 | 2ªB     | 2.   |                  |
| 2007/08 | 2ªB     | 2.   | Második forduló  |
| 2008/09 | 2ª      | 11.  | Második forduló  |
| 2009/10 | 2ª      | 13.  | Harmadik forduló |
| 2010/11 | 2ª      | 14.  | Harmadik forduló |
| 2011/12 | 2ª      | 13.  | Harmadik forduló |
| 2012/13 | 2ª      | 21.  | Harmadik forduló |
| 2013/14 | 2ªB     | 7.   | Második forduló  |
| 2014/15 | 2ªB     | 1.   | Legjobb 32       |
| 2015/16 | 2ª      | 12.  | Legjobb 32       |
| 2016/17 | 2ª      | 6.   | Legjobb 32       |

| Szezon  | Osztály | Poz. | Copa del Rey    |
| ------- | ------- | ---- | --------------- |
| 2017/18 | 2ª      | 2.   | Második forduló |
| 2018/19 | 1ª      | 19.  | Legjobb 32      |
| 2019/20 | 2ª      | 1.   | Második forduló |
| 2020/21 | 1ª      |      |                 |

## Ismertebb játékosok
- Juanjo Camacho
- Nacho Novo
- Nacho Franco
- Moi Gómez
- Álex Gallar
- Ezequiel Ávila
- Cucho Hernández

## Külső hivatkozások
- Hivatalos weboldal (spanyolul)